# چاه‌زرد شماره ۱
چاه زرد شماره ۱ روستایی در دهستان گلستان بخش گلستان شهرستان سیرجان استان کرمان ایران است.

## جمعیت
بر پایه سرشماری عمومی نفوس و مسکن در سال ۱۳۹۵ جمعیت این مکان ۱۸۸ نفر (۵۸خانوار) بوده‌است.